# Drosophila inebria
Drosophila inebria är en tvåvingeart som beskrevs av M.W.Y. Kam och W.D. Perreira 2003. Drosophila inebria ingår i släktet Drosophila och familjen daggflugor.
Artens utbredningsområde är Hawaii.